# Roccia intrusiva

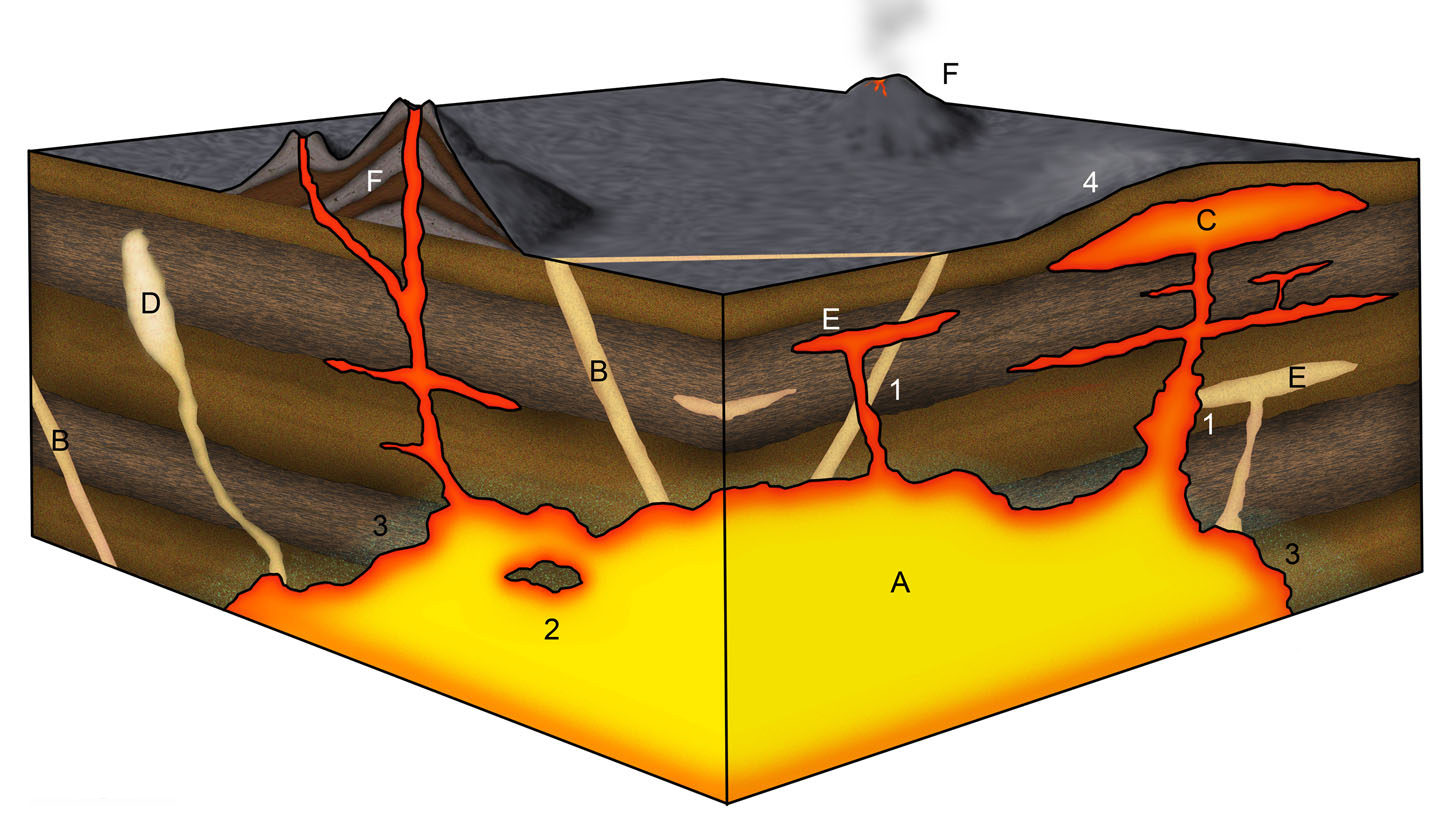
Schema delle intrusioni di rocce ignee e corpi vulcanici: A = Camera magmatica (batolite); B = dicco; C = laccolite; D = pegmatite; E = filone strato (sill); F = stratovulcano. Processi: 1 = nuova intrusione che ne interseca una più antica; 2 = xenolite o pendente; 3 = metamorfismo di contatto; 4 = sollevamento delle rocce causato dalla messa in posto del laccolite.

Le rocce intrusive, rocce ignee intrusive o plutoniche sono le rocce magmatiche solidificate all'interno della crosta terrestre.
Il lento processo di raffreddamento in parecchi casi ha permesso la formazione di grossi individui cristallini (fenocristalli) all'interno di una pasta di fondo a tessitura cristallina più o meno fine, differente dalla struttura microcristallina o addirittura vetrosa che si ha nel caso delle rocce effusive. In molti casi, i fenocristalli possono raggiungere dimensioni anche di alcuni centimetri.

## Classificazioni

### In base alla formazione
A seconda della modalità di solidificazione si distinguono in ipoabissali, solidificate a poca distanza dalla superficie ed in spazi di dimensioni limitate, ed in plutoniche, solidificate in profondità.
Le rocce possono venire successivamente portate verso la superficie da grandi eventi geodinamici e in alcuni casi finire per affiorare in superficie, per esempio in seguito ad erosione delle masse sovrastanti.
| Rocce intrusive o plutoniche, consolidate in profondità in plutoni | batoliti      | spesso molto grandi (anche > 100 km²), con forma superiore a cupola e fondo che si può perdere nella massa magmatica                    |
| Rocce intrusive o plutoniche, consolidate in profondità in plutoni | laccoliti     | riempiono cavità pseudolenticolari, concordanti con gli strati, a fondo piatto e comunicanti con la massa magmatica per mezzo di camini |
| Rocce intrusive o plutoniche, consolidate in profondità in plutoni | dicchi        | generalmente ad andamento prossimo al verticale, si formano in fessure congiungenti diversi strati di rocce sedimentarie                |
| Rocce intrusive o plutoniche, consolidate in profondità in plutoni | filoni-strato | generalmente tabulari ad andamento sub-orizzontale, si formano tra strato e strato di rocce sedimentarie, detti anche sill              |
| Rocce intrusive o plutoniche, consolidate in profondità in plutoni | facoliti      | iniettati nelle cerniere delle pieghe delle rocce sedimentarie                                                                          |
| Rocce intrusive o plutoniche, consolidate in profondità in plutoni | apofisi       | intrusioni formanti strutture molto allungate, non tabulari ma pseudo-cilindriche                                                       |

Una delle rocce tipiche e in maggiore quantità di questa categoria sono i graniti.

### In base alla composizione

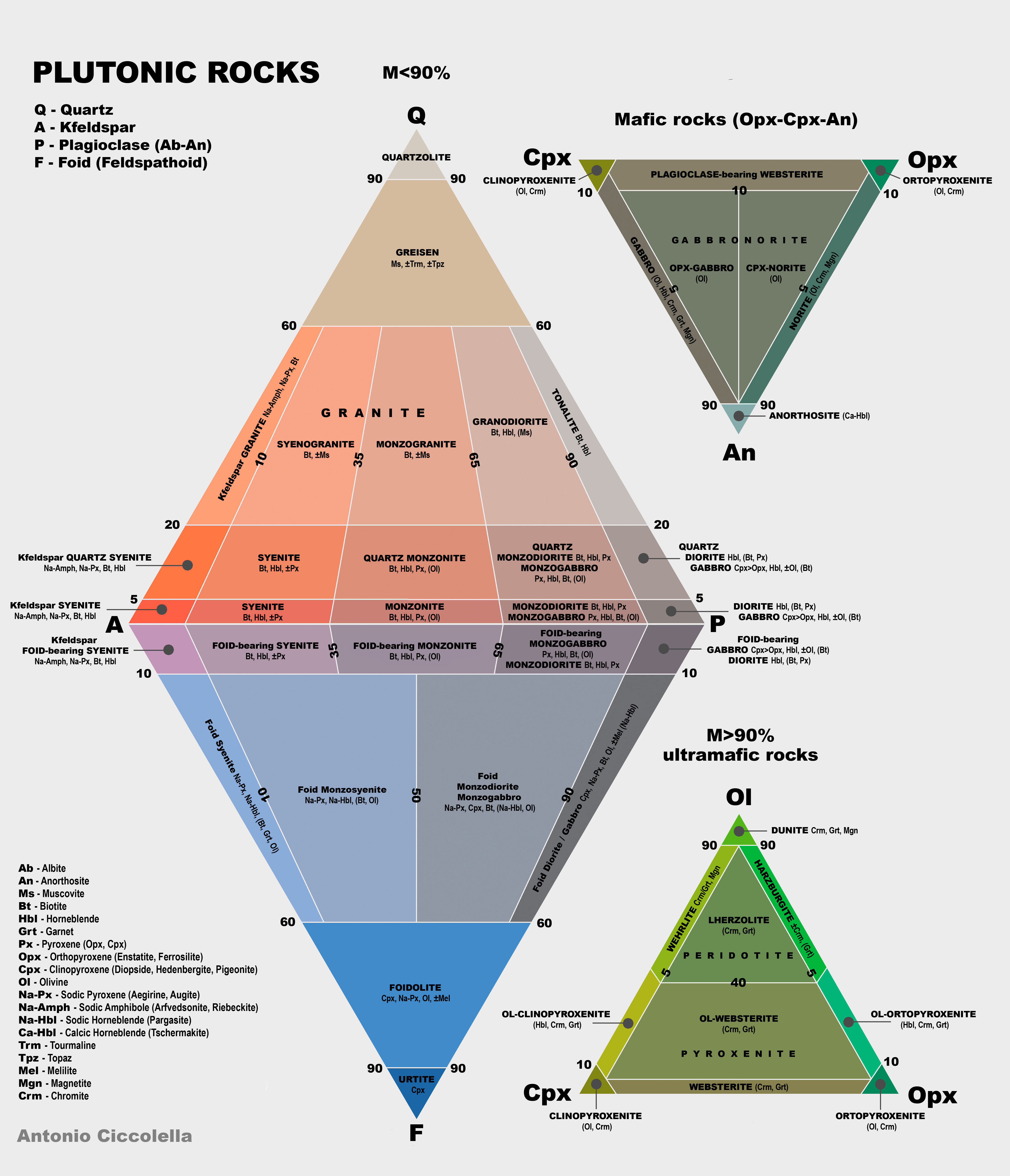
Diagramma di Streckeisen per le Rocce Intrusive

Dal punto di vista della composizione e secondo la convenzione IUGS del 1973, le rocce plutoniche si classificano in base alla quantità modale di:
- Q = quarzo (più altre eventuali fasi della silice)
- A = alcalifeldspati
- P = plagioclasio
- F = feldspatoidi
- M = minerali mafici

In questa classificazione vengono usati soprattutto i minerali sialici (Q, A, P, F) poiché le loro variazioni sono spesso più significative e utilizzabili rispetto ai minerali mafici. Questa classificazione utilizza quindi il doppio triangolo QAPF, o diagramma di Streckeisen, integrato nell'intorno del vertice P da diagrammi che visualizzano anche il rapporto P/M. Le rocce plutoniche si dividono quindi in tre grandi categorie in base alla percentuale di silice libera (ovvero in eccesso, non legata con gli altri elementi per dare silicati, ovvero nella forma di quarzo) e feldspatoidi: soprassature, sature, sottosature. Il concetto di saturazione in silice, alla base del QAPF, è basato sul fatto che i feldspatoidi sono sottosaturi in tale elemento maggiore. Reagendo con tale elemento tendono a dare feldspati. Al contrario un feldspato in formazione in un fuso non potrà mai reagire con la silice, in quanto creerebbe un minerale strutturalmente e stechiometricamente inesistente. La silice residuale in eccesso cristallizza quindi come quarzo. Motivo per cui potremo avere insieme feldspati, plagioclasi e quarzo (rocce sovrassature); plagioclasi e feldspati (rocce sature); feldspati e feldspatoidi (rocce sottosature). Quarzo e feldspatoidi sono quindi antitetici. 
Stesso discorso vale per le rocce effusive.

#### Rocce soprassature o granitoidi
In questo campo le rocce contengono una percentuale minima di quarzo del 20%. 
Le rocce soprassature sono: alcaligranito, granito, granodiorite, tonalite.

#### Rocce sature
Questo campo intermedio contiene rocce con percentuale di quarzo compresa tra lo 0 e il 5%.
Le rocce sature sono: alcalisienite, sienite, monzonite, monzodiorite e monzogabbro, diorite e gabbro.

#### Rocce sottosature
Le rocce sottosature contengono feldspatoidi, non contengono invece quarzo. 
Le rocce sottosature sono: nefelinsienite, plagiosienite, theralite.

## Tipi di rocce intrusive
- Anortosite
- Diorite
- Dunite
- Foidolite
- Gabbro
- Granito
- Monzonite
- Peridotite
- Sienite
- Tonalite
- Nero Zimbabwe